# Guerras dos Diádocos
As Guerras dos Diádocos ou Guerra dos sucessores de Alexandre foram uma série de conflitos entre os generais de Alexandre, o Grande da Macedónia que disputavam o governo do seu império entre 322 e 275 a.C.

## Antecedentes
Quando Alexandre morreu em 10 de junho de 323 a.C., deixou um enorme império que era composto de muitos territórios essencialmente independentes. O império tinha crescido da sua origem na Macedónia e das cidades-estado gregas que o seu pai Filipe II tinha subjugado, até à Báctria e partes da Índia, territórios que atualmente fazem parte do Afeganistão, Paquistão e Índia. O império integrava ainda a Trácia, grande parte da Anatólia, o Levante, Egito, Babilónia e Pérsia.
Não havendo qualquer sucessor escolhido, quase imediatamente surgiu uma disputa entre os generais sobre qual deles deveria suceder à frente do império. Meleagro e a infantaria apoiaram o meio-irmão de Alexandre Arrideu, enquanto Pérdicas, filho de Orontes, o principal comandante da cavalaria, defendia que se devia esperar pelo nascimento do filho de Alexandre com Roxana. Foi encontrado um compromisso — Arrideu devia tornar-se rei como Filipe III e governar conjuntamente com o filho de Roxana, partindo-se do princípio que seria um rapaz, o que se veio a confirmar, tendo recebido o título de Alexandre IV. Pérdicas tornar-se-ia regente de todo o império e comandante de todas as tropas (quiliarca), com Meleagro como seu lugar-tenente. No entanto, pouco depois Pérdicas mandou executar os líderes da infantaria, na presença de Arrideu, como se este tivesse ordenado; logo em seguida Meleagro foi assassinado. Logo após, todos passaram a desconfiar de Pérdicas, e ele a desconfiar de todos.
| Governantes                           | Território(s)                  |
| ------------------------------------- | ------------------------------ |
| Ptolemeu                              | Egito, Líbia e parte da Arábia |
| Laomedonte                            | Síria e a Fenícia              |
| Filotas                               | Cilícia                        |
| Peiton                                | Média                          |
| Antígono                              | Frígia, Lícia e Panfília       |
| Asandro                               | Cária                          |
| Menandro                              | Lídia                          |
| Lisímaco                              | Trácia                         |
| Leonato                               | Frígia Helespôntica            |
| Neoptólemo                            | Arménia                        |
| Antípatro (conjuntamente com Crátero) | Macedónia e Grécia             |
| Crátero (conjuntamente com Antípatro) | Macedónia e Grécia             |
| Eumenes de Cardia                     | Capadócia e Paflagónia         |
| Taxiles                               | respetivo reino na Índia       |
| Poro                                  | respetivo reino na Índia       |
| Oxiartes                              | Gandara                        |
| Sibírcio                              | Aracósia e Gedrósia            |
| Estasanor                             | Ária e Drangiana               |
| Filipo                                | Báctria e Sogdiana             |
| Fratafernes                           | Pártia e Hircânia              |
| Peucestas                             | Pérsis                         |
| Tlepólemo                             | Carmânia                       |
| Atropates                             | norte da Media                 |
| Arconte                               | Babilónia                      |
| Arcesilas                             | norte da Mesopotâmia           |

Os outros generais da cavalaria que tinha apoiado Pérdicas foram recompensados com a partição da Babilónia tornando-se sátrapas das várias partes do império. Ptolemeu recebeu o Egito, Laomedonte a Síria e a Fenícia, Filotas ficou com a Cilícia, Peiton com a Média, Antígono com a Frígia, Lícia e Panfília, Asandro recebeu a Cária, Menandro a Lídia, Lisímaco a Trácia, Leonato a Frígia Helespôntica, Neoptólemo a Arménia. A Macedónia e o resto da Grécia ficaram sob o governo conjunto de Antípatro, que tinha sido governador desses territórios sob Alexandre, e de Crátero, o lugar-tenente mais competente de Alexandre. O antigo secretário de Alexandre, Eumenes de Cardia, recebeu a Capadócia e a Paflagónia.
A oriente, Pérdicas deixou praticamente intactos os arranjos políticos de Alexandre — Taxiles e Poro continuaram à frente dos seus reinos na Índia, o sogro de Alexandre, Oxiartes continuou com Gandara, Sibírcio com Aracósia e Gedrósia e Estasanor com Ária e Drangiana, Filipo com a Báctria e Sogdiana, Fratafernes com a Pártia e Hircânia, Peucestas com Pérsis, Tlepólemo com a Carmânia, Atropates om o norte da Media, Arconte com a Babilónia e Arcesilas com o norte da Mesopotâmia.

## Guerra Lamíaca
A notícia da morte de Alexandre inspirou uma revolta na Grécia, que ficou conhecida como a Guerra Lamiaca. Atenas e outras cidades juntaram-se e cercaram Antípatro na fortaleza de Lâmia. Leonato acorreu em socorro de Antípatro e morreu em combate, mas a guerra não terminaria até à chegada de Crátero com uma frota e à derrota dos atenienses na batalha de Cranão em 5 de setembro de 322 a.C. Durante algum tempo, isso parou a resistência grega ao domínio macedónio. Entretanto Peiton esmagou a revolta dos colonos gregos nas partes orientais do império, e Pérdicas e Eumenes subjugaram a Capadócia.

## Primeira Guerra dos Diádocos (322−320 a.C.)
Mas o conflito estalou rapidamente. O casamento de Pérdicas com a irmã de Alexandre Cleópatra levou Antípatro, Crátero, Antígono e Ptolemeu a juntarem-se numa revolta. O evento concreto que deflagrou a guerra foi o roubo do corpo de Alexandre por Ptolemeu, que o levou para o Egito. Apesar de Eumenes ter derrotado os rebeldes na Ásia Menor, numa batalha em que foi morto Crátero, isso nada adiantou,[carece de fontes?] pois Pérdicas foi morto pelos seus próprios generais  durante uma invasão do Egito.
Ptolemeu chegou a acordo com os assassinos de Pérdicas, nomeando Peiton e Arrideu regentes no seu lugar, mas pouco depois estes firmaram um acordo com Antípatro no Tratado de Triparadiso. Antípatro tornou-se regente do império e os dois reis foram enviados para a Macedónia. Antígono ficou com a Frígia, Lícia e Panfília, às quais foi adicionada a Licónia. Ptolemeu conservou o Egito, Lisímaco com a Trácia, enquanto aos três assassinos de Pérdicas — Peiton, Seleuco e Antígenes — foram atribuídas as províncias da Babilónia, Média e Susiana, respetivamente. Arrideu, o anterior regente, recebeu a Frígia Helespôntica. Antígono foi encarregado de eliminar Eumenes, o antigo apoiante de Pérdicas. Na realidade, Antípatro conservou para ele próprio o controlo da Europa, enquanto Antígono, como líder do maior exército a leste do Helesponto, tinha uma posição semelhante na Ásia.

## Segunda Guerra dos Diádocos (319–315 a.C.)
A guerra voltou a estalar após a morte de Antípatro em 319. Passando por cima do seu próprio filho Cassandro, Antípatro tinha nomeado Poliperconte seu sucessor como regente. Iniciou-se uma guerra civil na Macedónia e Grécia entre Poliperconte e Cassandro, com este último apoiado por Antígono e Ptolemeu. Poliperconte aliou-se a Eumenes na Ásia, mas foi expulso da Macedónia por Cassandro, fugindo para Epiro com o rei menino Alexandre IV e a mãe deste, Roxana. Em Epiro juntou forças com Olímpia, mãe de Alexandre, e juntos invadiram novamente a Macedónia. Foram interceptados por um exército comandado pelo rei Filipe Arrideu e a sua mulher Eurídice, que rapidamente desertam e ficam à mercê de Olímpia, que em 317 manda matar Filipe e força Eurídice a suicidar-se. Pouco depois, o curso da guerra mudou e Cassandro conseguiu o controlo da Macedónia do rei menino e da sua mãe, tendo capturando e matado Olímpia.
No leste, Eumenes foi gradualmente empurrado de volta para oriente pelas forças de Antígono. Depois de grandes batalhas em Paraitacene (perto da atual Ispaã) em 317 e em Gabiene em 316, Eumenes foi traído e morto pelas suas próprias tropas em 315 a.C., deixando a Antígono o controlo incontestado dos territórios asiáticos do império.

## Terceira Guerra dos Diádocos (314−311 a.C.)
Nesta guerra, Antígono, cujo poder tinha crescido a ponto dos outros governantes não o tolerarem, entrou em conflito com Ptolemeu, Lisímaco e Cassandro, começando por invadir a Síria, a qual estava sob o controlo de Ptolemeu, e cercou Tiro por mais de um ano. Antígono aliou-se a Poliperconte, que ainda controlava parte do Peloponeso, e proclamou a liberdade para os gregos para obter o seu apoio. Cassandro esteve tentado a concluir a paz com Antígono na Ásia, mas apesar disso a guerra na Ásia correu mal para Antígono. As tropas enviadas por este, comandadas pelo seu oficial Ateneu, falhou a missão de subjugar os nabateus. Ptolemeu invadiu a Síria e derrotou o filho de Antígono Demétrio Poliórcetes  na Batalha de Gaza em 312 a.C.. Seleuco assegurou o controlo da Babilónia e os territórios mais orientais do império de Alexandre.
Antígono chegou então a um compromisso de paz com Ptolemeu, Lisímaco e Cassandro, mas continuou em guerra com Seleuco, tentando obter o controlo da parte mais oriental do império, um conflito que ficou conhecido como Guerra da Babilónia Apesar de ter conseguido chegar à Babilónia em 310 a.C., a guerra terminou com Antígono derrotado.
Aproximadamente ao mesmo tempo, Cassandro mandou matar o jovem rei Alexandre IV e a sua mãe Roxana, o que marcou o fim da dinastia argéada que tinha dominado a Macedónia durante vários séculos. Dado que Cassandro não tornou públicas as mortes, todos os generais continuavam a reconhecer Alexandre como rei, mas parecia claro que em qualquer altura um ou outro deles iria reclamar o título de rei para si.

## Quarta Guerra dos Diádocos (308−301 a.C.)

Territórios dos diádocos ce.
Reino de Ptolemeu I Sóter
Reino de Cassandro
Reino de Lisímaco
Reino de Seleuco I Nicátor
Epiro
Outros
Cartago
República Romana
Colónias gregas

A paz não durou muito. Ptolemeu tinha vindo a expandir os territórios sob o seu controlo até ao Egeu e ao Chipre, enquanto Seleuco se empenhou na consolidação do seu controlo sobre os vastos territórios orientais do império de Alexandre, visitando-os pessoalmente. Antígono retomou a guerra encarregando o seu filho Demétrio de retomar o controlo da Grécia. Em 307 conquistou Atenas, expulsando Demétrio de Faleros, o governador de Cassandro, e proclamando a cidade novamente livre. Seguidamente, o filho de Antígono voltou a sua atenção para Ptolemeu, invadindo o Chipre e derrotando a armada de Ptolemeu  na Batalha de Salamina em 306. No rescaldo desta vitória, Antígono e Demétrio assumiram conjuntamente a coroa, no que foram seguidos quase imediatamente por Ptolemeu, Seleuco, Lisímaco e, pouco depois, também Cassandro.
Ainda em 306 a.C., Antígono tentou invadir o Egito, mas tempestades impediram a frota de Demétrio de o abastecer, pelo que foi forçado a retirar. Com Cassandro e Ptolemeu enfraquecidos e Seleuco ainda ocupado a leste, Antígono e Demétrio viraram a sua atenção para Rodes, a qual foi sitiada pelas forças de Demétrio em 305 a.C., no que ficou conhecido como o cerco de Rodes. A ilha recebeu reforços de tropas de Ptolemeu, Lisímaco e Cassandro, mas os habitantes locais acabaram por chegar a um acordo com Demétrio, comprometendo-se a a apoiar este e o seu pai contra todos os inimigos exceto o seu grande aliado Ptolemeu. Este recebeu o título de Sóter (Salvador) por ter contribuído decisivamente para evitar a queda de Rodes, mas na prática foi Demétrio quem saiu vencedor, pois ficou com as mãos livres para atacar Cassandro na Grécia, o que fez após ter saído de Rodes. Cassandro foi derrotado e Demétrio formou uma nova Liga Helénica, cujo general era ele próprio, para defender as cidades gregas contra todos os inimigos, particularmente Cassandro.
Confrontado com os seus reveses, Cassandro procurou negociar a paz, mas Antígono recusou as suas condições. Demétrio invadiu a Tessália, onde se combateu com Cassandro numa série de conflitos inconclusivos. Entretanto Cassandro pediu ajuda aos seus aliados,[carece de fontes?] e a Anatólia foi invadida por Lisímaco, forçando Demétrio a deixar a Tessália e a enviar os seus exércitos para a Ásia Menor para apoiarem o seu pai. Com a ajuda de Cassandro, Lisímaco invadiu a maior parte da Anatólia ocidental, mas foi rapidamente isolado por Antígono e Demétrio perto de Ipso em 301 a.C.. Seleuco chegou a Ipso mesmo a tempo de salvar Lisímaco do desastre e o exército de Antígono foi completamente esmagado na Batalha de Ipso que se seguiu. Antígono foi morto nessa batalha  e Demétrio retirou para a Grécia para tentar preservar os restos dos seus domínios aí. Lisímaco e Seleuco dividiram os territórios asiáticos de Antígono entre eles, ficando Lisímaco com a parte ocidental da Ásia Menor e Seleuco com o resto, exceto a Cilícia e a Lícia, que foram para o irmão de Cassandro, Plistarco.

## A luta pela Macedónia (298–285 a.C.)
Os acontecimentos da década e meia seguinte centraram-se em várias intrigas pelo controle da Macedónia propriamente dita. Cassandro morreu em 298 a.C. e os seus filhos Antípatro II e Alexandre V revelaram-se fracos. Depois de brigar com o seu irmão mais velho, Alexandre aliou-se a Pirro, rei do Epiro, e a Demétrio, que tinha mantido o controlo do Chipre, do Peloponeso e de muitas das ilhas do Egeu. Alexandre rapidamente tomou o controlo da Cilícia e da Lícia ao irmão de Cassandro, Plistarco. No entanto, quando Pirro tentou tomar o controlo da região fronteiriça da Ambrácia, Demétrio invadiu a  Macedónia e matou Alexandre em 294. Enquanto Demétrio consolidava o seu domínio sobre a Macedónia, os seus territórios mais remotos foram invadidos por Lisímaco, que recuperou a Anatólia ocidental, Seleuco, que ficou com a maior parte da Cilícia,[carece de fontes?] e Ptolemeu, que recuperou o Chipre, a Cilícia oriental e a Lícia.
Pouco tempo depois, em 288 a.C., Demétrio foi forçado a abandonar a Macedónia devido a uma rebelião apoiada pela aliança de [carece de fontes?] Lisímaco e Pirro, que dividiram o reino entre eles. Demétrio deixou o controlo da Grécia ao seu filho Antígono Gónatas e lançou-se numa invasão no oriente em 287 a.C. Embora inicialmente tivesse tido sucesso, Demétrio acabaria por ser capturado por Seleuco em 286, que o manteve cativo durante três anos, até à sua morte devido ao abuso do álcool.

## Luta entre Lisímaco e Seleuco (285−281 a.C.)
Embora Lisímaco e Pirro tivessem cooperado na expulsão de Antígono Gónatas da Tessália e de Atenas, pouco depois da captura de Demétrio desentenderam-se [carece de fontes?] e Lisímaco despojou Pirro da sua parte da Macedónia.
No Egito também estalaram conflitos dinásticos, onde Ptolemeu nomeou herdeiro o seu filho mais novo Ptolemeu Filadelfo  em detrimento do filho mais velho Ptolemeu Cerauno, que se exilou junto de Seleuco. O Ptolemeu morreu pacificamente na sua cama em 282 e foi sucedido por Ptolemeu Filadelfo.
Instigado pela sua segunda mulher Arsínoe, Lisímaco condenou à morte o seu filho Agátocles  em 282, um ato que se revelaria um erro fatal. A viúva de Agátocles, Lisandra, refugiou-se junto de Seleuco, que declarou guerra a Lisímaco. Depois de nomear o seu filho Antíoco o governador dos seus territórios asiáticos, Seleuco derrotou Lisímaco e matou-o  na batalha de Corupédio, na Lídia, em 281 a.C.. Seleuco não desfrutou o seu triunfo durante muito tempo, pois foi quase imediatamente assassinado por Ptolemeu Cerauno. As razões deste ato de Ptolemeu são desconhecidas.

## As invasões gaulesas e a consolidação (280−275 a.C.)
Ptolemeu Cerauno também não desfrutou o poder na Macedónia durante muito tempo. A morte de Lisímaco tinha deixado a fronteira do Danúbio exposta às invasões bárbaras e não tardou que tribos gaulesas irrompessem violentamente através da Macedónia e da Grécia e invadissem a Ásia Menor. Ptolemeu Cerauno foi morto pelos invasores e, depois de vários anos de caos, seria Antígono Gónatas que viria a emergir como governante da Macedónia. Na Ásia, o filho de Seleuco, Antíoco I também conseguiu derrotar os invasores celtas, que se estabeleceram na Anatólia central, ocupando uma parte da Frígia que doravante passaria a ser conhecida como Galácia (terra dos gálatas).
Finalmente, quase cinquenta anos depois da morte de Alexandre, o que tinha sido o seu império viu restaurada alguma ordem. Ptolemeu Filadelfo governava o Egito, o sul da Síria (conhecida como Cele-Síria) e diversos territórios na Ásia Menor; Antíoco governava os vastos territórios asiáticos do império, enquanto a Macedónia e a Grécia, com a exceção da Liga Etólia, estavam sob o domínio de Antígono.